# Scodionyx lepineyi
Scodionyx lepineyi là một loài bướm đêm trong họ Noctuidae.